# Густаво Каскардо
Густаво Каскардо де Асис (на португалски: Gustavo Cascardo de Assis) е бразилски футболист, който играе на поста десен бек. Състезател на Берое.

## Кариера
Каскардо е бивш играч на Португеза СП, Атлетико Паранаензе, Витория Сетубал, Сеница, Ботафого, Конфианса СЕ и Кампинензе.
На 7 февруари 2023 г. бразилецът подписва със старозагорския Берое. Дебютира на 12 февруари при загубата с 1:4 като домакин на ЦСКА (София).

## Национална кариера
На 14 октомври 2016 г. Густаво дебютира в приятелски мач за националния отбор на Бразилия до 20 г., при победата с 1:2 като гост на националния отбор на Уругвай до 20 г.

## Успехи
Атлетико Паранаенсе
- Паранаензе 1 (1): 2018